# Kia EV9
A Kia EV9 egy akkumulátoros elektromos, hat- és hétüléses változatban elérhető crossover SUV autótípus, melyet a Kia motors gyárt. Az Kia EV6-hoz és Hyundai Ioniq 5-höz hasonlóan a Kia EV9 is a Hyundai Motor Company Electric Global Modular Platformján (E-GMP) alapul.

## Története
Az EV9 Concept koncepcióautót az Los Angeles-i Autószalon mutatták be 2021 novemberében. A második sor ülései megfordíthatók, mely esetén a második és a harmadik sor ülései egymás felé néznek. Ez a funkció átkerült a sorozatgyártású verzióba is. A sorozatgyártású változat hivatalos bemutatója 2023. március 14-én volt. Gyártása 2023 első felében kezdődött.

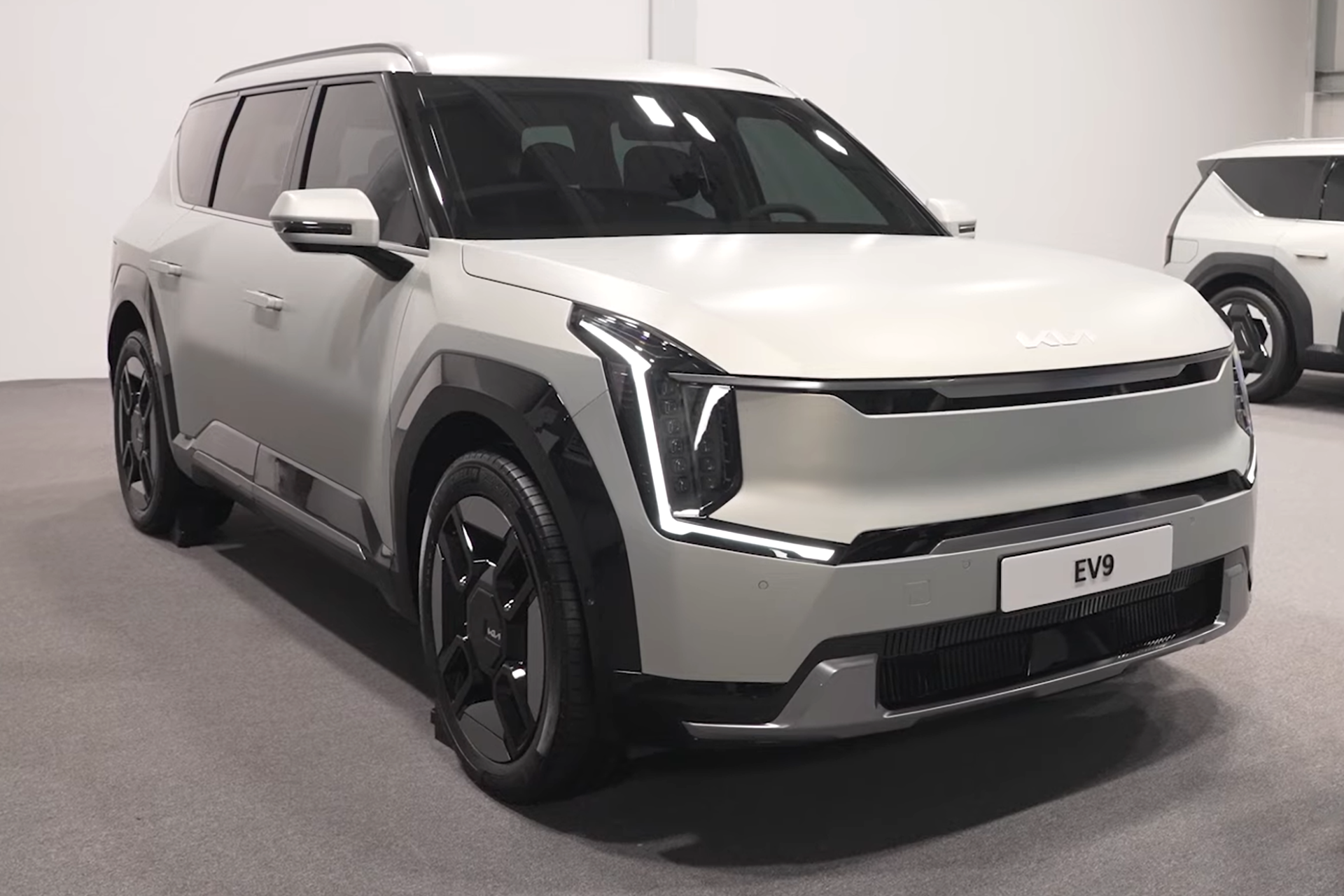
Elölnézetből
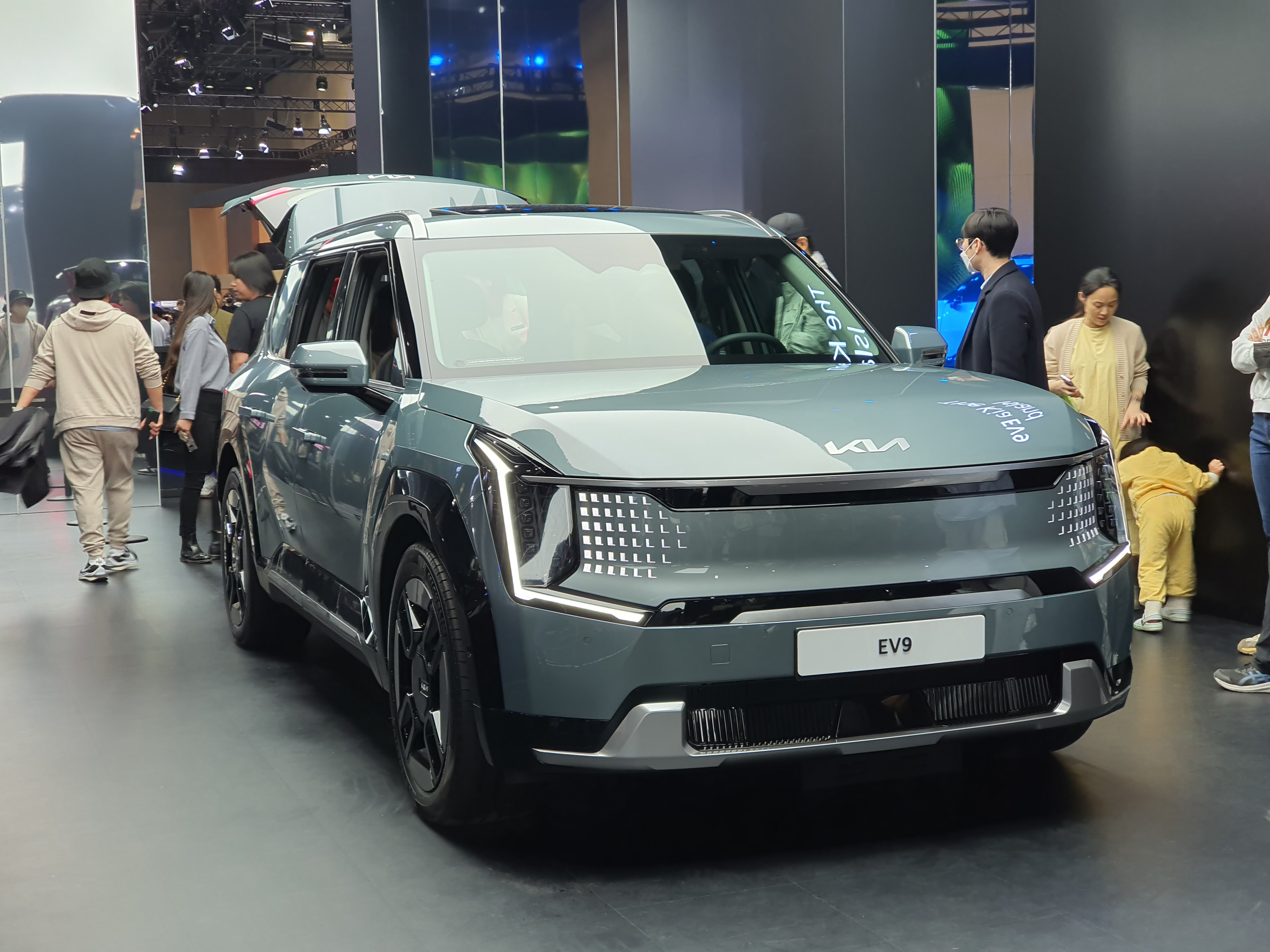
Elölnézetből
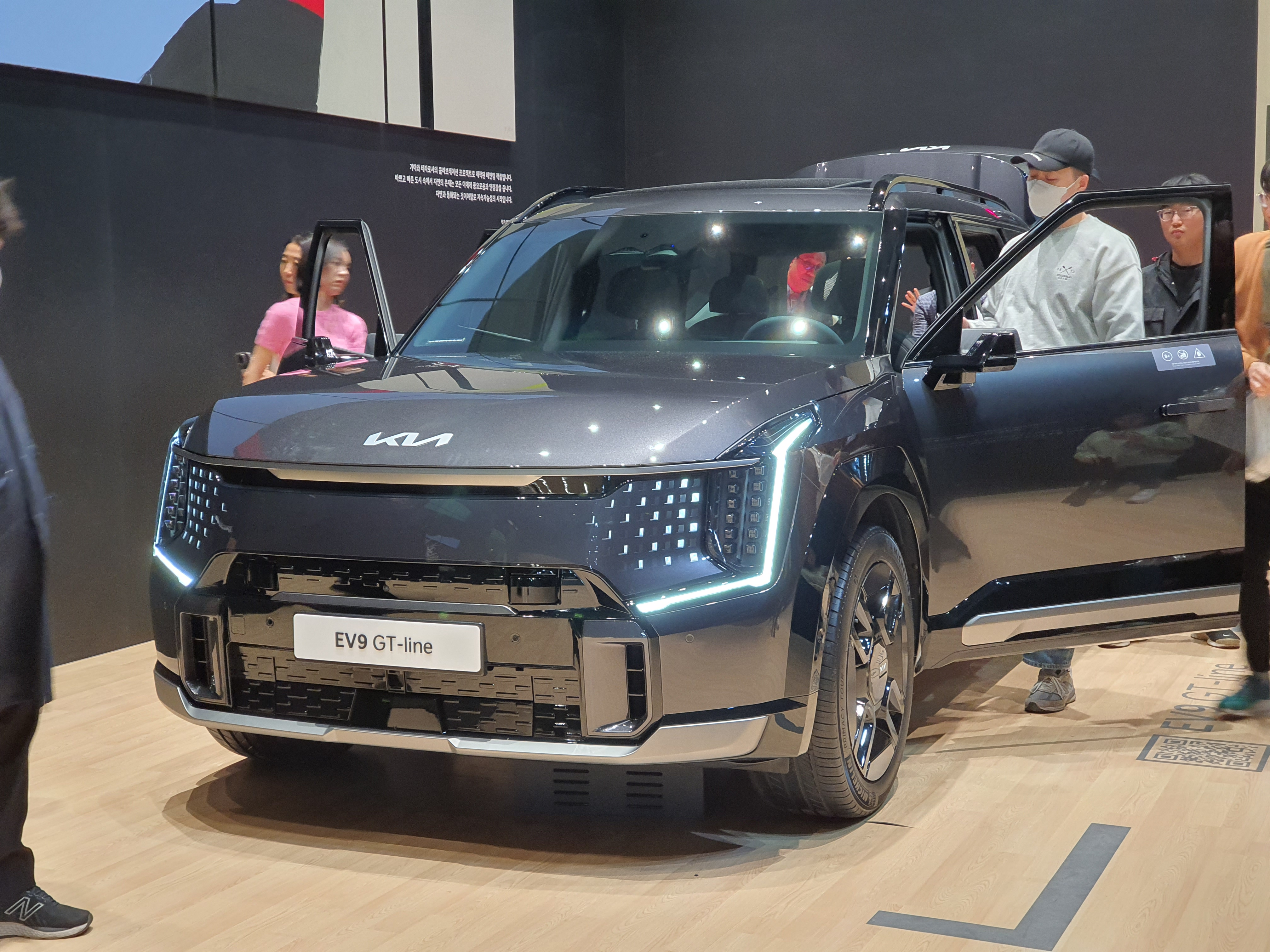
Elölnézetből
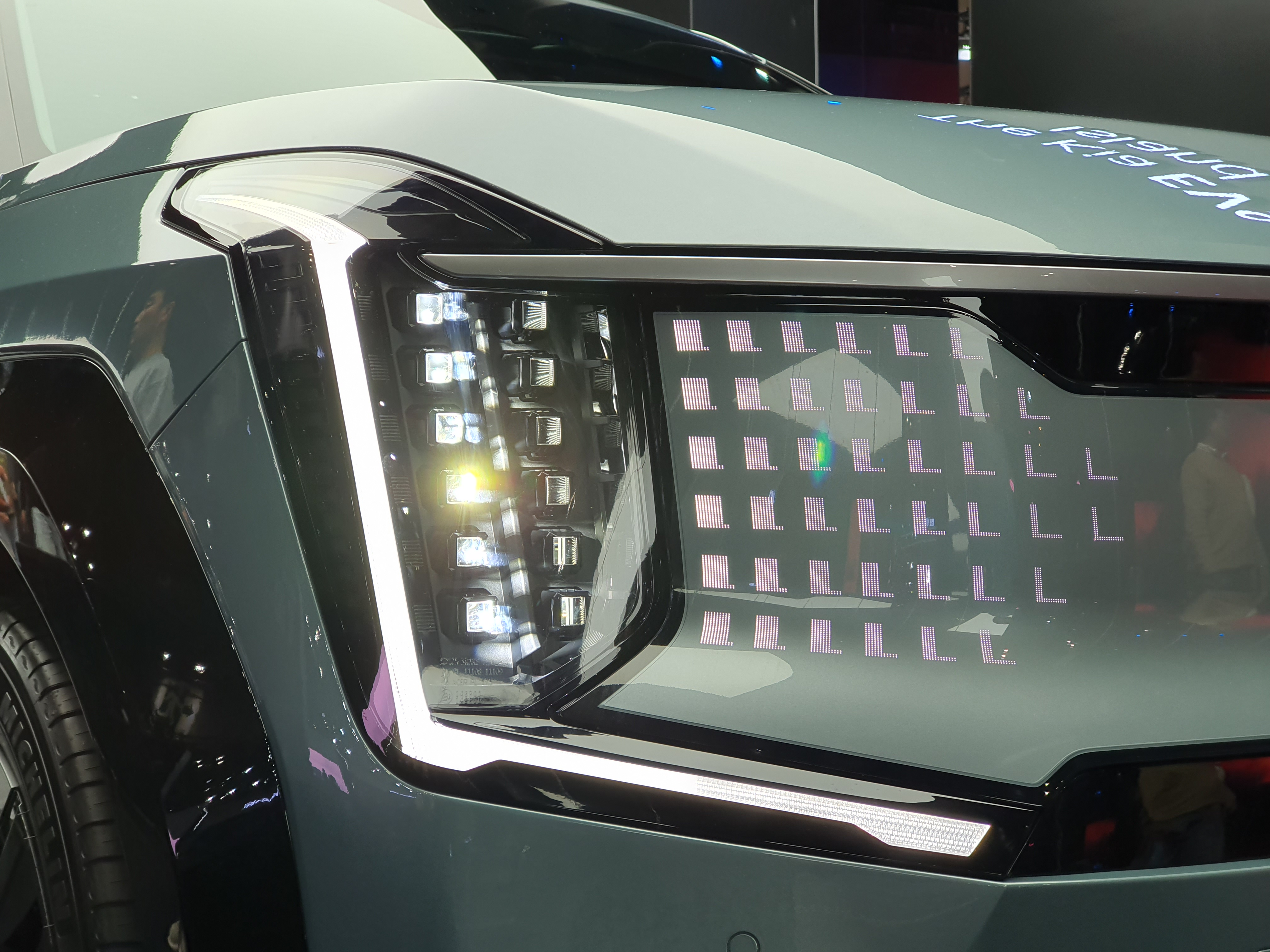
A Kia EV9 jobb első fényszórója
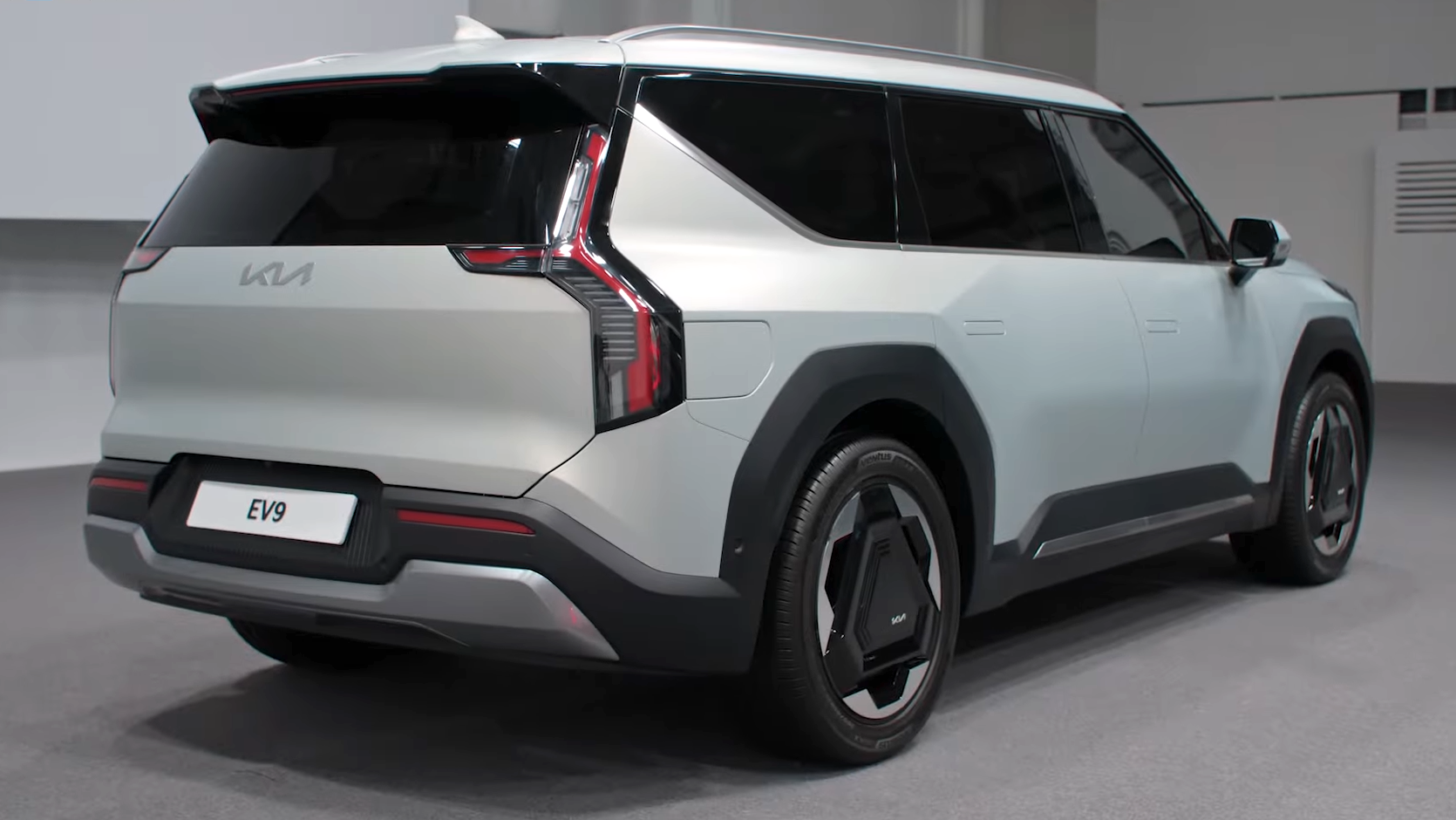
Hátulnézetből
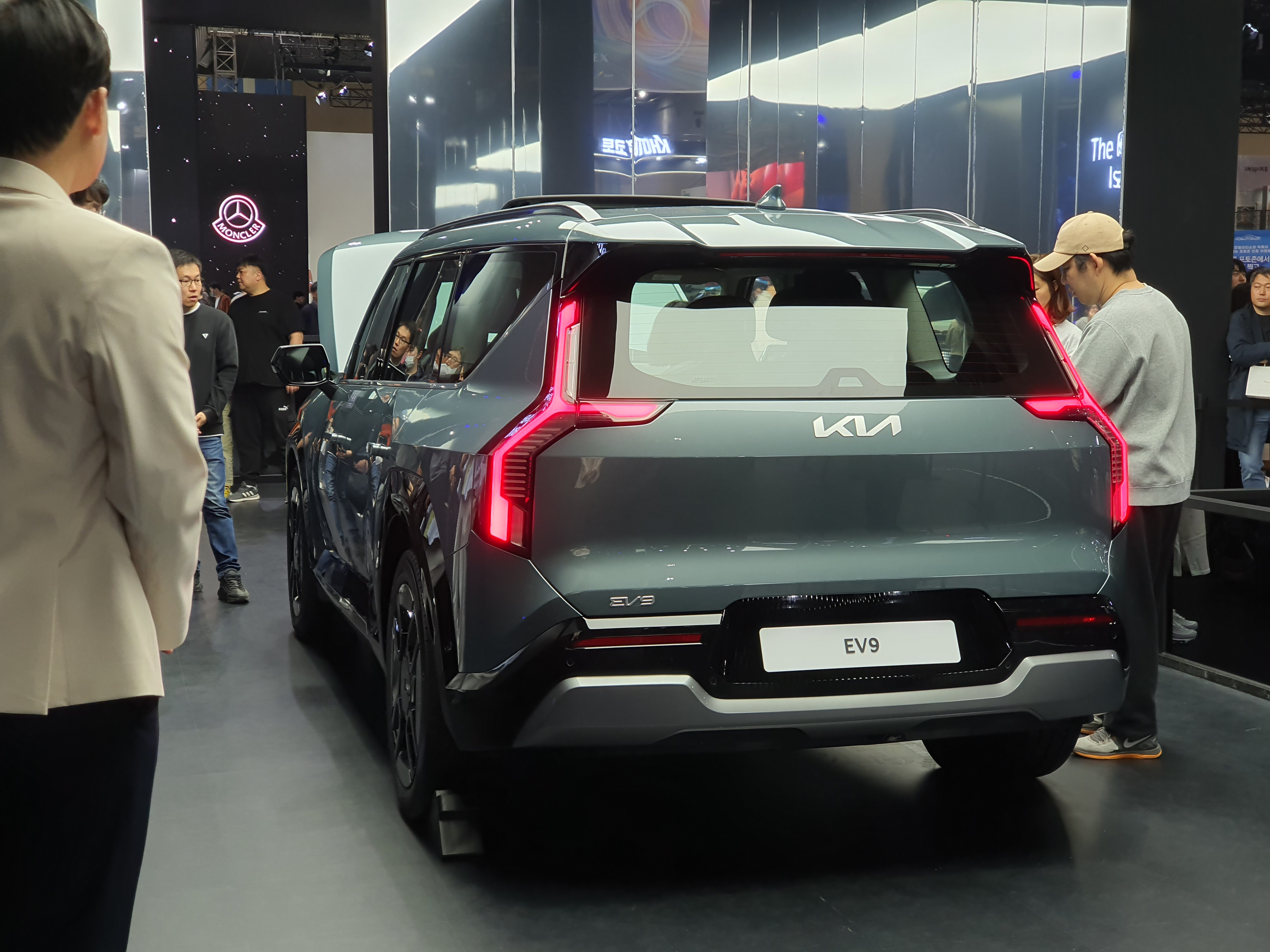
Hátulnézetből
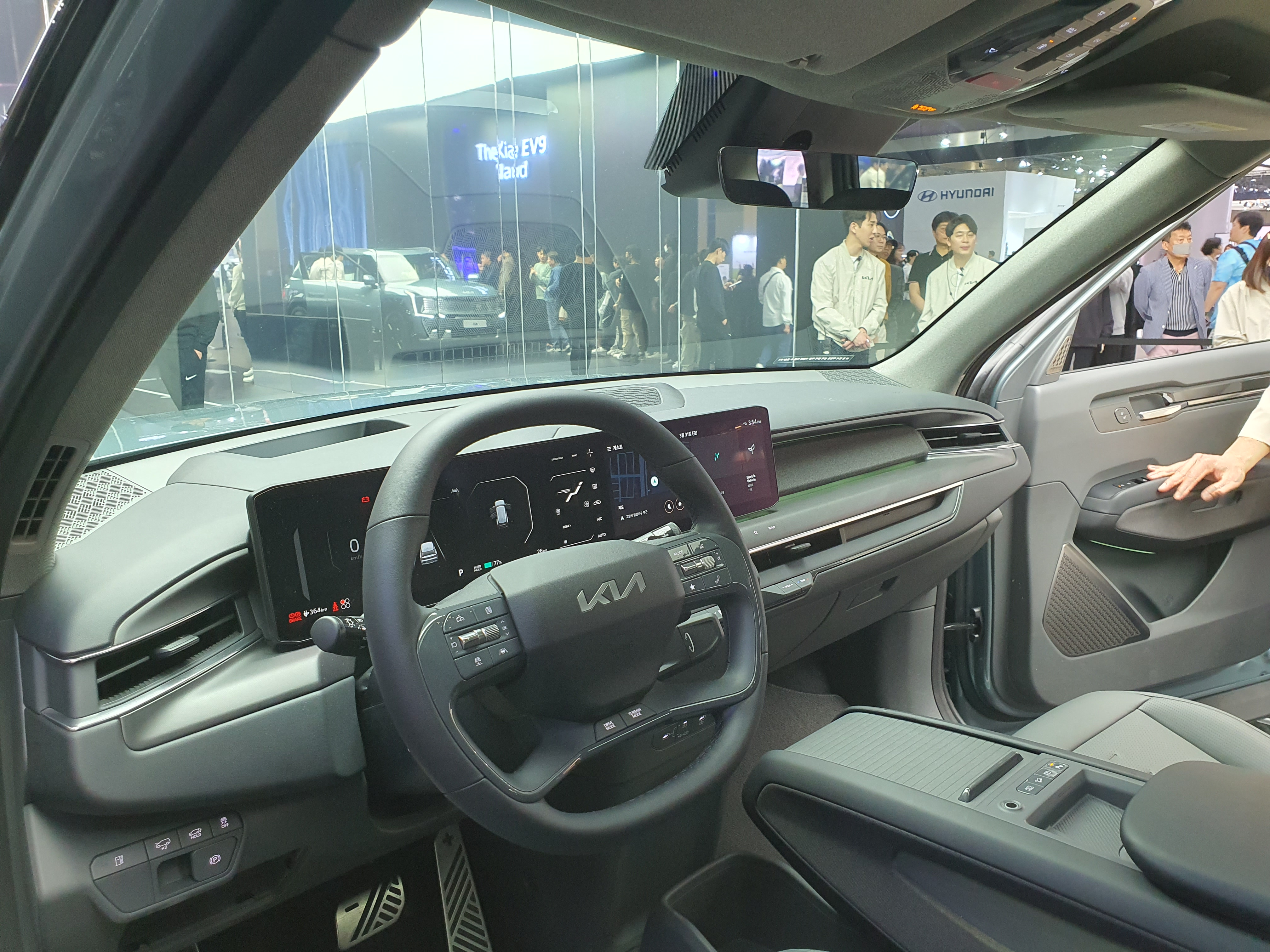
A Kia EV9 belső tere
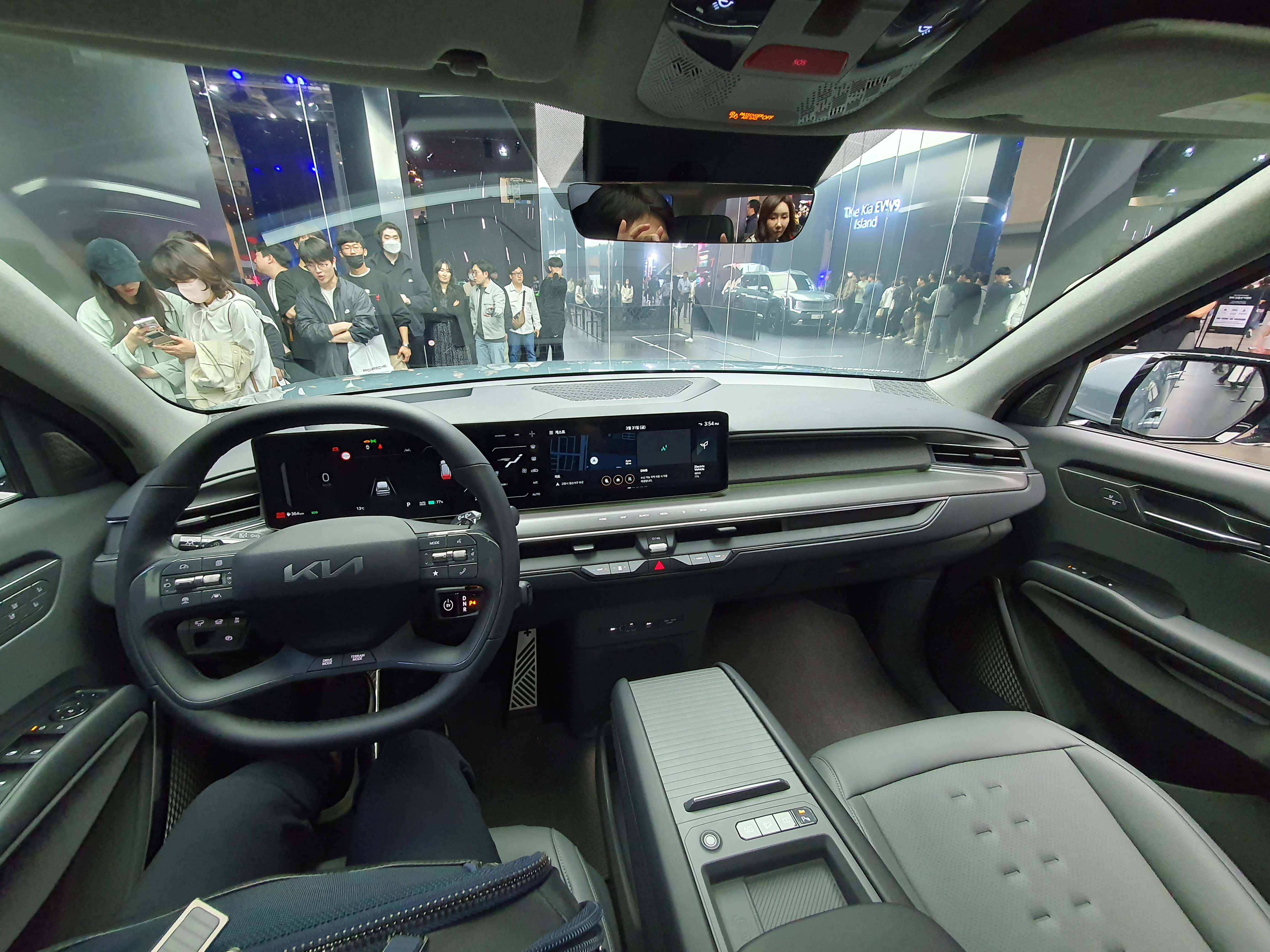
A Kia EV9 belső tere
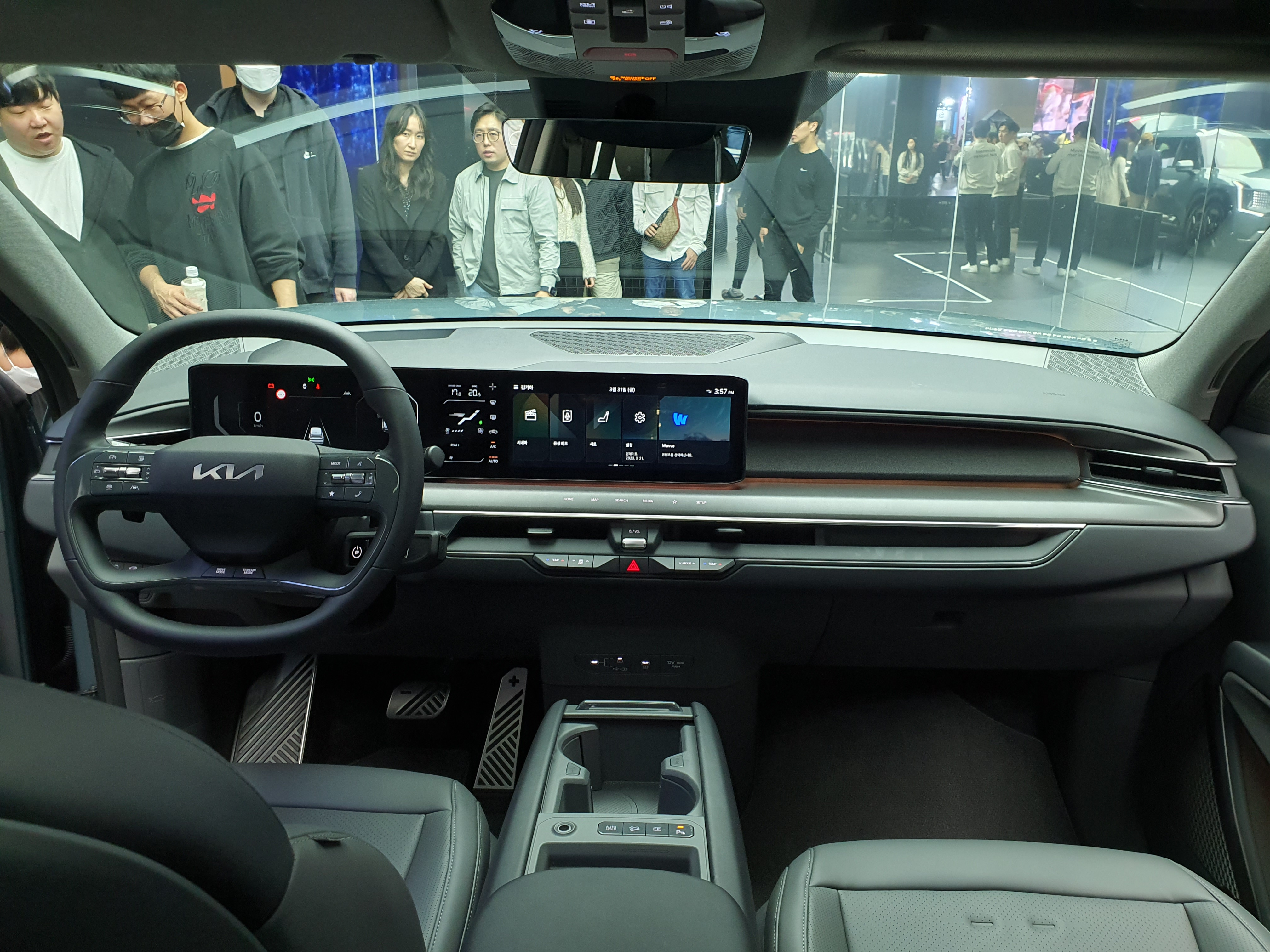
A Kia EV9 belső tere
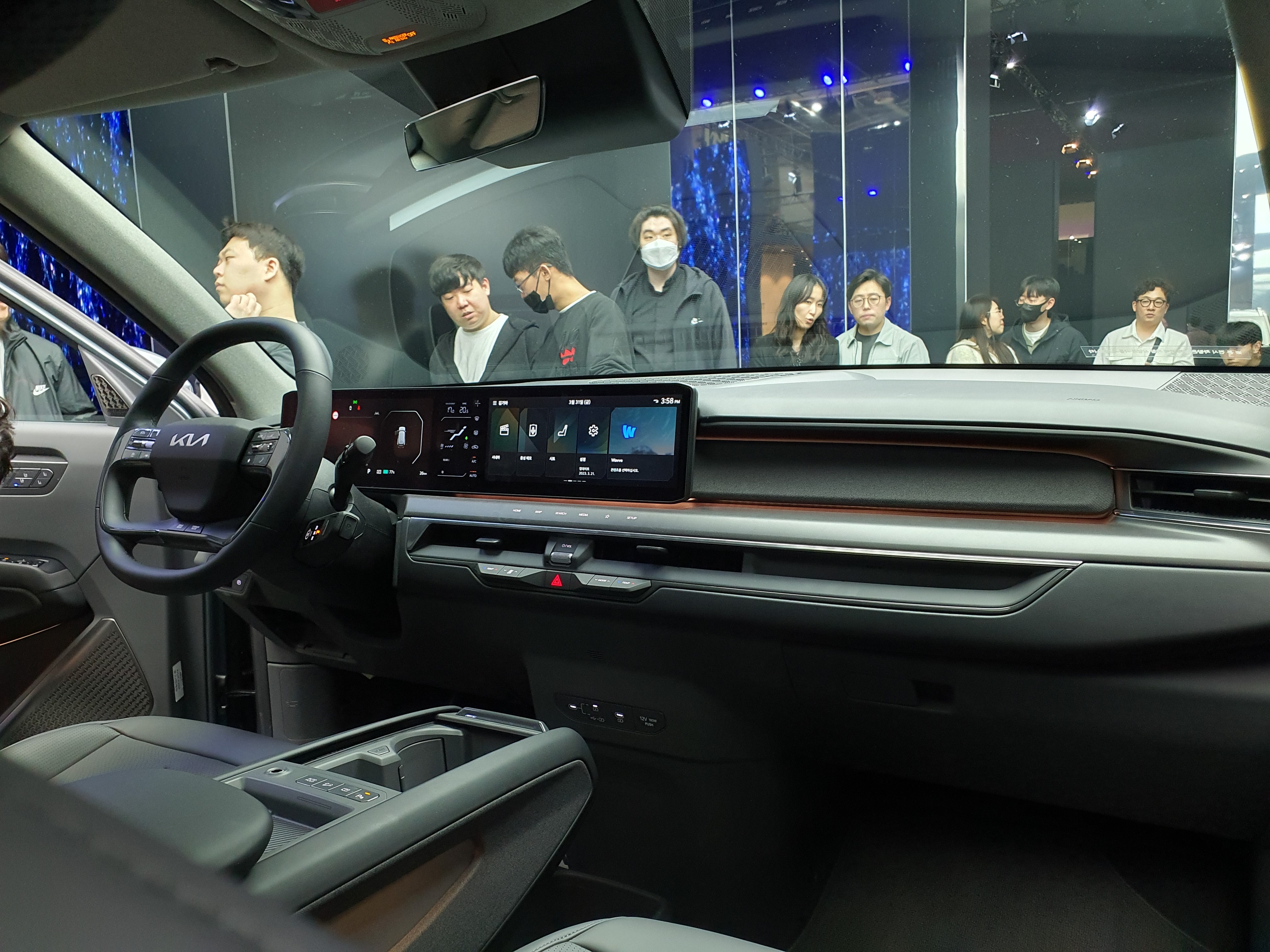
A Kia EV9 belső tere
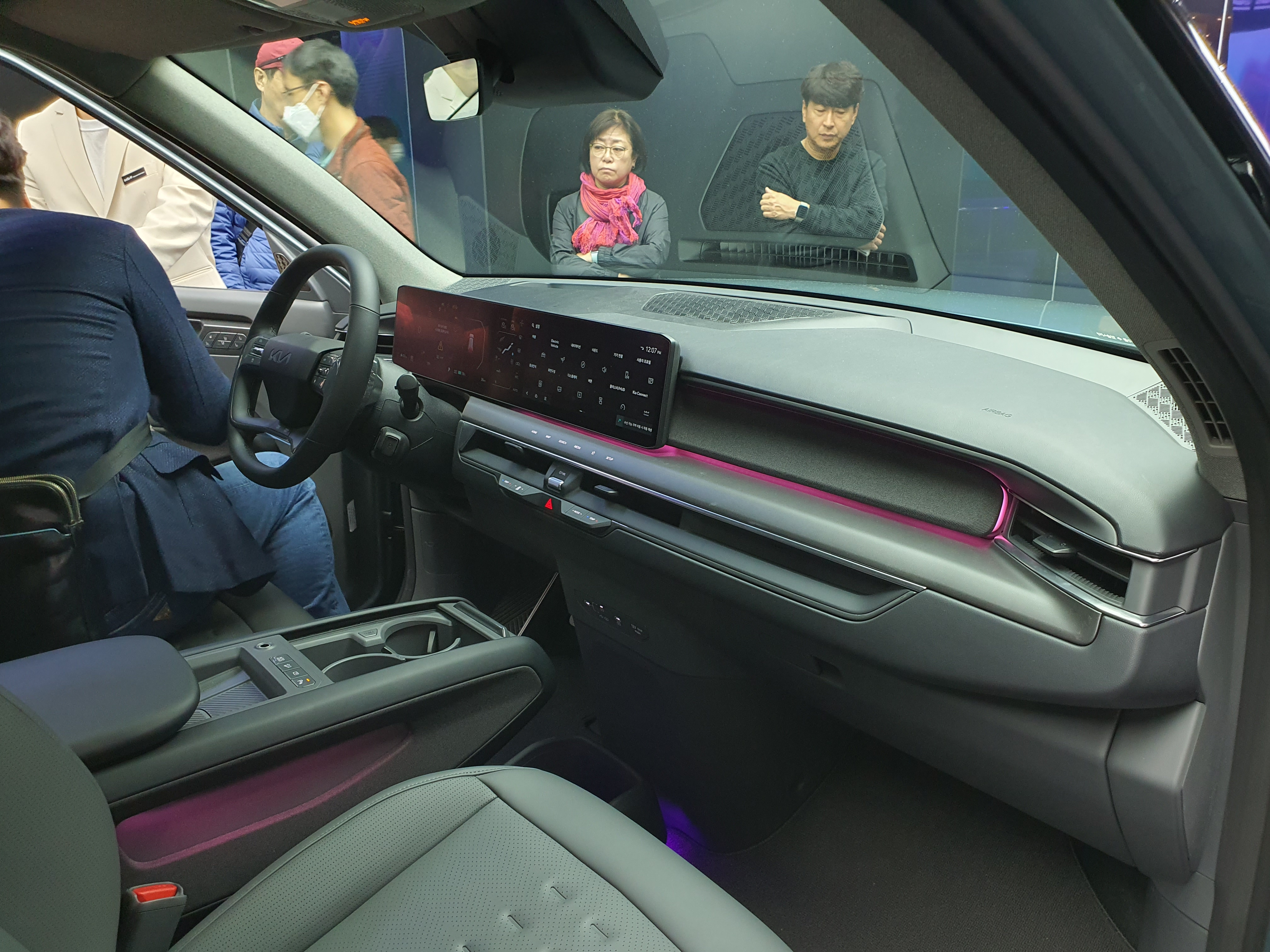
A Kia EV9 belső tere
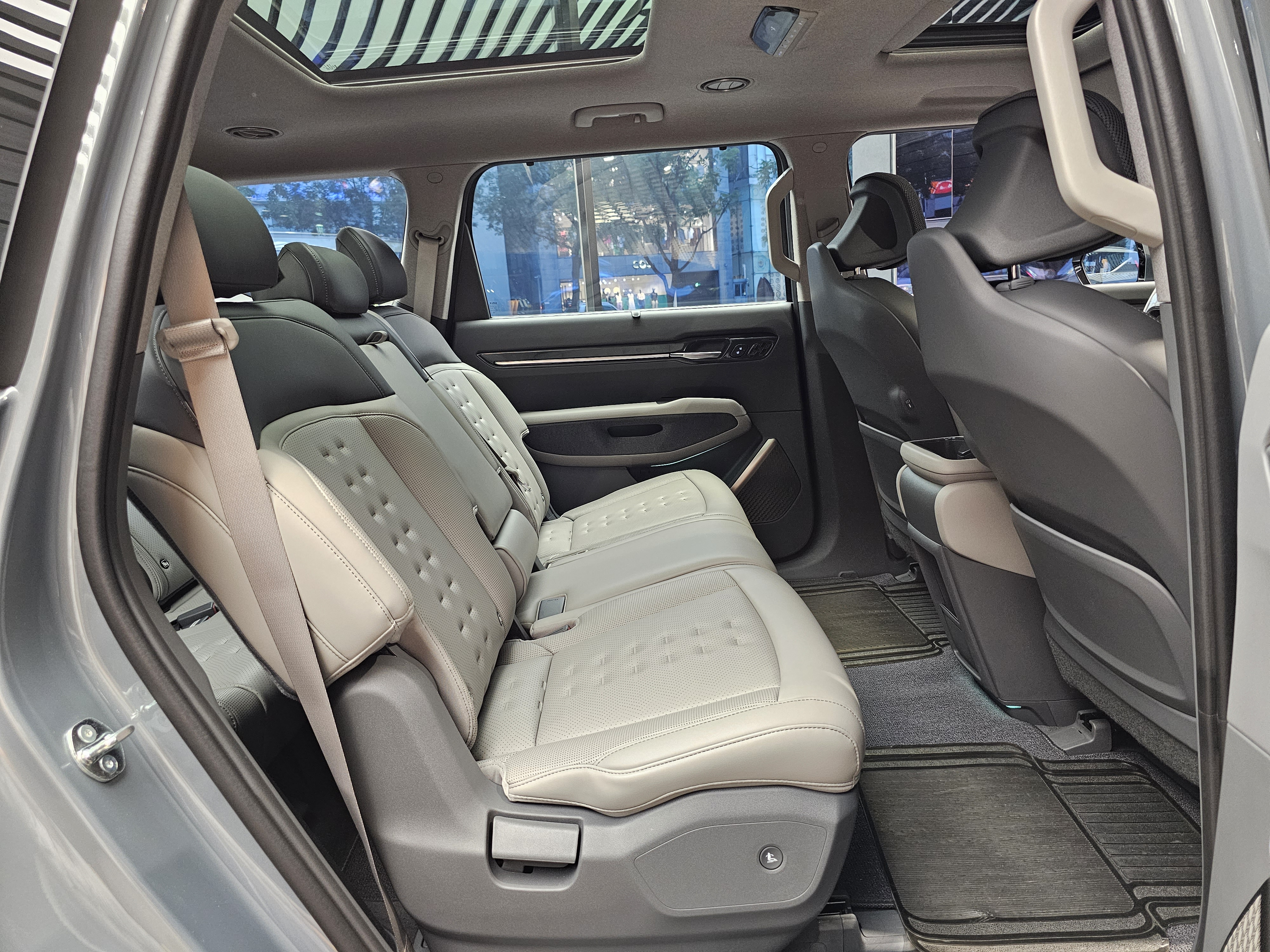
A Kia EV9 középső üléssora
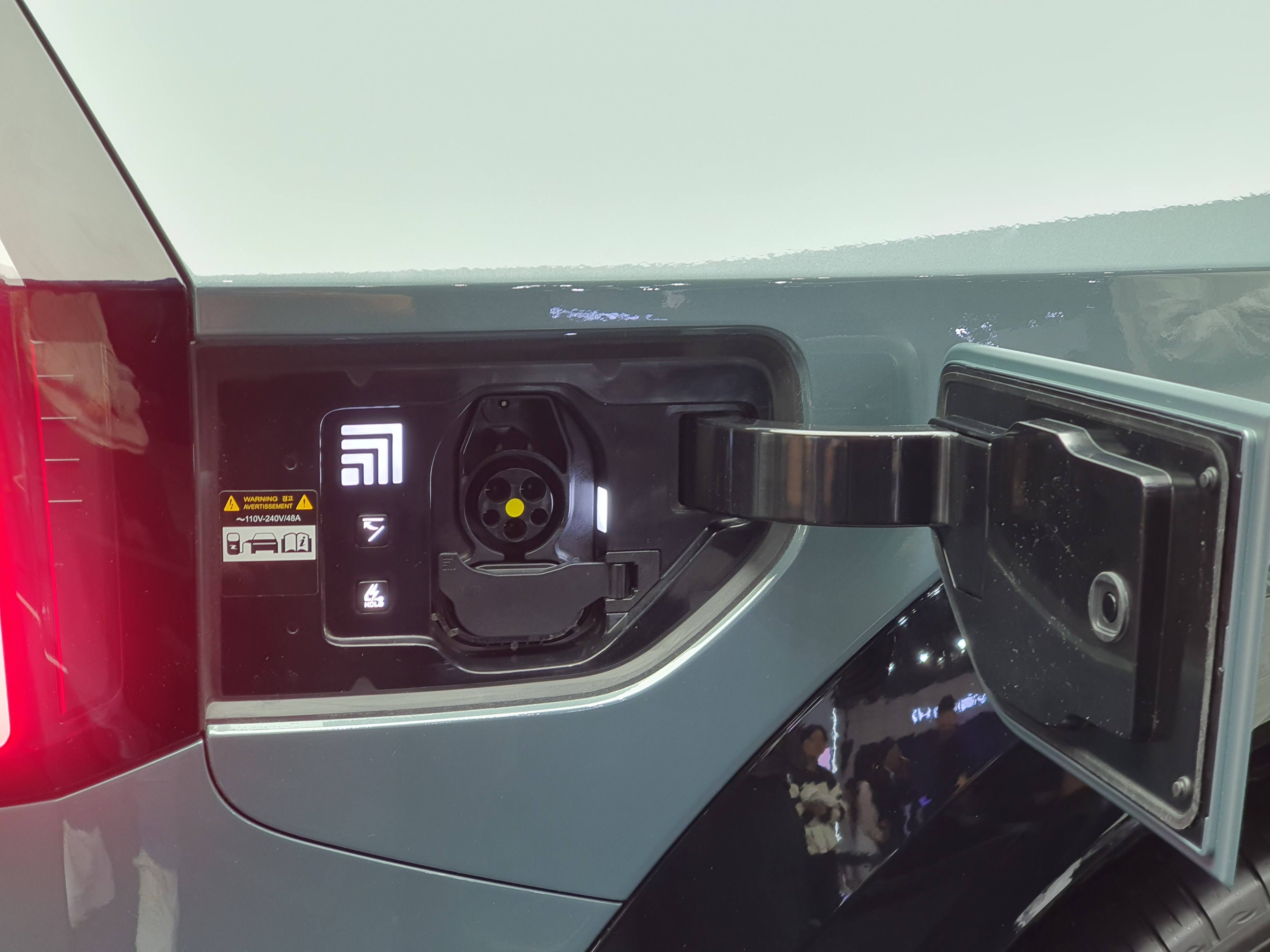
Töltőaljzat

## Technológia
A Kia EV9 az EV6-ból ismert 800 V-os elektromos rendszerrel rendelkezik, és két lítium-ion akkumulátorból nyeri az energiát, melyek energiatartalma verziótól függően 76,1 vagy 99,8 kWh. A hatótávolság a nagyobb akkumulátorral akár 541 km is lehet a hátsókerék-meghajtású változat esetében. Állandó gerjesztésű szinkronmotorja 150 kW teljesítményű és 350 Nm forgatónyomatékot kínál. 9,4 másodperc képes álló helyzetből 100 km/órás sebességre gyorsulni.
Az összkerékmeghajtású változat mindkét tengelyén villanymotor található, és 283 kW rendszerteljesítményt kínál 600 Nm nyomatékkal. A minimális gyorsulási idő 0-tól 100 km/óráig itt 6,0 másodperc. Boost funkción keresztül a 100 km/órás sebességre gyorsulás 700 Nm nyomatékkal 5,3 másodpercre csökkenthető. A légellenállási együttható 0,28.
A kisebb akkumulátorral kombinálva a hátsókerék-meghajtású változat 160 kW-nál valamivel nagyobb teljesítményt kínál, ami a kisebb súly miatt 0-ról 100 km/órás sebességre gyorsulást 8,2 mp alatt eredményez.
A gyorstöltési lehetőség mellett minden változat kétirányú töltést vagy a Vehicle-to-Load funkciót (V2L) is kínál. Külső eszközök és más elektromos autók 3,68 kW-tal is tölthetők.
Egy átfogó, úgynevezett Highway Driving Assist rendszer hivatott lehetővé tenni a törvényileg előírt 3-as szintű szabvány szerinti autonóm vezetést, amelyben a vezetőnek már nem kell folyamatosan figyelnie a rendszert, hanem csak egy megfelelő figyelmeztetési időszak után kell ismét beavatkoznia. Összesen 15 érzékelőt, köztük két lidar érzékelőt szereltek fel erre a célra.
Kiviteltől függően az elülső csomagtartó (frunk) 52-90 literes, a hátsó 333-728 literes (a harmadik üléssor lehajtása esetén) űrtartalommal rendelkezik. A vontatási kapacitás 2500 kg.

### Műszaki adatok
|                                    | EarthRWD                   | GT Line AWD                  |
| Gyártási időszak                   | 2023. június óta           | 2023. június óta             |
| A motor jellemzői                  |                            |                              |
| A motor típusa                     | Hátsó villanymotor         | Elülső és hátsó villanymotor |
| Max. teljesítmény min−1-nél        | 150 kW                     | 283 kW                       |
| Max. nyomaték min−1-nél            | 350 Nm/4000                | 700 Nm/3800                  |
| Erőátvitel                         |                            |                              |
| Meghajtás                          | Hátsókerék-meghajtás       | Összkerékmeghajtás           |
| Paraméterek                        |                            |                              |
| Max. sebesség                      | 185 km/óra                 | 200 km/óra                   |
| Gyorsulás, 0-100 km/óra            | 9,4 mp                     | 5,3 mp                       |
| Energiafogyasztás 100 km-en (WLTP) | 21,0 kWh                   | 24,4 kWh                     |
| Az akkumulátor típusa              | Lítium polimer akkumulátor | Lítium polimer akkumulátor   |
| Az akkumulátor kapacitása          | 99,8 kWh                   | 99,8 kWh                     |
| Hatótávolság (WLTP)                | 541 km                     | 465 km                       |

## Fordítás
Ez a szócikk részben vagy egészben  a   Kia EV9 című német Wikipédia-szócikk ezen változatának fordításán alapul.  Az eredeti cikk szerkesztőit annak laptörténete sorolja fel. Ez a jelzés csupán a megfogalmazás eredetét és a szerzői jogokat jelzi, nem szolgál a cikkben szereplő információk forrásmegjelöléseként.